# Petrică Cărare
Petrică Cărare (Ivănești, 22 de mayo de 1963) es un deportista rumano que compitió en lucha grecorromana. Ganó dos medallas de plata en el Campeonato Europeo de Lucha, en los años 1988 y 1990.
Participó en dos Juegos Olímpicos de Verano, ocupando el cuarto lugar en Seúl 1988 y el noveno lugar en Barcelona 1992.

## Palmarés internacional
| Campeonato Europeo | Campeonato Europeo | Campeonato Europeo | Campeonato Europeo |
| Año                | Lugar              | Medalla            | Categoría          |
| ------------------ | ------------------ | ------------------ | ------------------ |
| 1988               | Kolbotn (Noruega)  | Medalla de plata   | 68 kg              |
| 1990               | Poznań (Polonia)   | Medalla de plata   | 68 kg              |